# División de Oro de Santa Lucía
La División de Oro de Santa Lucía è il campionato di calcio di massima serie di Saint Lucia.

## Squadre 2013
| Club                      | Città          | Stadio |
| ------------------------- | -------------- | ------ |
| Aux Lyons United          | Mabouya Valley |        |
| Big Players               | Marchand       |        |
| Challengers               | Soufrière      |        |
| Lancers                   | Castries       |        |
| Northern United All Stars | Gros Islet     |        |
| Nyah                      | Castries       |        |
| Pioneers                  | Castries       |        |
| VSADC                     | Castries       |        |

## Albo d'oro
- 1980:  Dames (Vieux Fort)
- 1981:  Uptown Rebels (Vieux Fort)
- 1982-1996: sconosciuto
- 1997:  Pioneers (Castries)
- 1998:  Rovers United (? - VSADC?)
- 1999:  Roots Alley Ballers (Vieux Fort)
- 2000:  Roots Alley Ballers (Vieux Fort)
- 2001:  VSADC (Castries)
- 2002:  VSADC (Castries)
- 2003/04:  Roots Alley Ballers (Vieux Fort)
- 2004/05:  Northern United All Stars (Gros Islet)
- 2005/06:  Canaries
- 2006/07:  Anse Chastanet GYSO
- 2007/08:  Anse Chastanet GYSO
- 2008/09:  Roots Alley Ballers (Vieux Fort)
- 2010:  Northern United All Stars (Gros Islet)
- 2011:  VSADC (Castries)
- 2012:  VSADC (Castries)
- 2013:  Big Players
- 2015:  Young Roots (Vieux Fort)[1]
- 2016:  Survivals (Mabouya Valley)[2]
- 2017:  Northern United All Stars (Gros Islet)[3]
- 2018: Platinum
- 2019: Platinum
- 2020:Non disputato
- 2021: Platinum
- 2022: B1
- 2023: BAYS

## Titoli per club
| Club                      | Campione | Anni campione          |
| ------------------------- | -------- | ---------------------- |
| VSADC                     | 4        | 2001, 2002, 2011, 2012 |
| Roots Alley Ballers       | 4        | 1999, 2000, 2004, 2009 |
| Platinum                  | 3        | 2018, 2019, 2021       |
| Northern United All Stars | 3        | 2005, 2010, 2017       |
| Anse Chastanet GYSO       | 2        | 2007, 2008             |
| Dames                     | 1        | 1980                   |
| Uptown Rebels             | 1        | 1981                   |
| Pioneers                  | 1        | 1997                   |
| Rovers United             | 1        | 1998                   |
| Canaries                  | 1        | 2006                   |
| Big Players               | 1        | 2013                   |
| Young Roots               | 1        | 2015                   |
| Survivals                 | 1        | 2016                   |
| Platinum                  | 1        | 2018                   |
| B1                        | 1        | 2022                   |
| BAYS                      | 1        | 2023                   |